# コレステロールオキシダーゼ
コレステロールオキシダーゼ（cholesterol oxidase）は、ステロイド生合成酵素の一つで、次の化学反応を触媒する酸化還元酵素である。
コレステロール + O2 {\displaystyle \rightleftharpoons } コレスト-4-エン-3-オン + H2O2
反応式の通り、この酵素の基質はコレステロールと酸素、生成物はコレスト-4-エン-3-オンと過酸化水素である。
組織名はcholesterol:oxygen oxidoreductaseで、別名にcholesterol- O2 oxidoreductase, 3β-hydroxy steroid oxidoreductase, 3β-hydroxysteroid:oxygen oxidoreductaseがある。